# 베를린 보른홀머 슈트라세역
베를린 보른홀머 슈트라세역(Bahnhof Berlin Bornholmer Straße)은 베를린 팡코구 프렌츨라우어 베르크에 있는 베를린 S반의 철도역이다. 역 북쪽으로는 베를린 북부선과 베를린-슈체친선이 분기하며, 역 남쪽으로는 게준트브루넨역과 쇤하우저 알레역 방면으로 연결된다. 지상으로는 뵈제교(Bösebrücke)와 연결되어 있다. 일간 이용객은 약 60,000명이다.

## 역사
베를린 북부선과 베를린-슈체친선은 현재의 보른홀머 슈트라세역 북부에서 분기되었지만 노선 건설 당시에는 분기점 일대에 역이 없었다. 1935년 10월 1일에 보른홀머 슈트라세역이 영업을 시작했고, 승강장은 2면 4선으로 설치되었다. 역 설계자는 리하르트 브라데만(Richard Brademann)이었다.

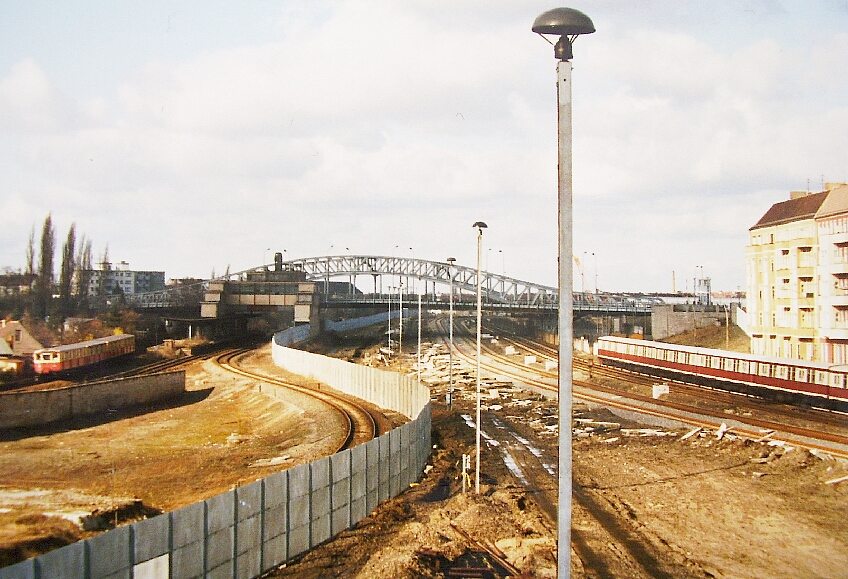
베를린 장벽 붕괴 당시 분단된 선로

제2차 세계 대전 이후 베를린이 분단되면서 점령지구 경계선이 다리를 따라서 그어졌다. 역 입구와 승강장의 대부분은 동베를린에 소련 점령지구에 속했으며, 다리 서쪽의 약 40 m와 그 아래에 있는 역 시설은 서베를린 프랑스 점령지구에 속했다. 순환선의 동베를린 구간을 운행했던 열차의 운행 경로도 서베를린에 속한 게준트브루넨역이 아닌 동베를린에 속한 팡코역 방면으로 조정되었고, 이를 위해서 기존 화물선 자리에 전철화된 S반 연결선을 건설했다. 해당 연결선은 보른홀머 슈트라세역 승강장 동쪽을 지나갔으며, S반 열차는 정차하지 않았고 화물 열차 때문에 40분 배차 간격으로만 운행했다.
1961년 8월 13일 베를린 장벽 건설과 동시에 역이 영업을 중단했다. 경계선이 선로 서쪽을 지나면서 장벽이 이를 따라 건설되었다. 서베를린의 프로나우역 및 하일리겐제역 방면 열차는 서쪽에 있는 A 승강장으로만 운행했으며, 역에는 정차하지 않았다. 원래 계획은 동베를린에 있었던 볼랑크슈트라세역과 같이 서베를린 방면으로의 출구를 개설하려고 했으나 실현되지 않았고, 유령역 중 하나가 되었다. 쇤하우저 알레역에서 베르나우역 방면 열차 및 1961년 이후 오라니엔부르크역 방면 열차가 사용했던 연결선은 1961년 8월부터 12월까지 신규 노반으로 복선화가 진행되어 장거리선과 분리되었다. 1984년에는 경계를 따라서 추가적인 장벽이 건설되었다.
1961년 8월 23일에는 다리를 지키고 있었던 동독 수송경찰대 대원이 서베를린으로 탈출한 동료를 사살하는 사건이 발생했다.
뵈제교 동쪽에는 1989년 11월 9일 국경 개방 당시 동독에서 국경 통과점을 설치했다. 독일의 재통일 이후 1990년 12월 22일에 A 승강장이 다시 개방되었다. 1991년 8월 5일에는 동부 연결선에 임시 승강장이 설치되어 베르나우 방면 열차가 다시 정차했다. 재통일 이후 역이 재건축되어 방향별 복복선으로 선로가 다시 배치되었다. 1997년 12월 1일에는 북쪽으로 가는 열차가 B 승강장에 다시 정차하기 시작했다.

## 시설
뵈제교 아래에 역사가 위치해 있다. 대합실은 선로 위에 설치되어 있으며, 전체적인 건물 형태는 오각형이며 S반 상징탑이 설치되어 있다. 건설 초기에는 북쪽으로 가는 열차가 정차하는 B 승강장은 상대식 승강장으로 설치되어 있었고 순환선 동쪽으로 연결되는 선로는 없었다. 남쪽으로 가는 열차가 정차하는 A 승강장은 건설 당시에도 섬식이었다. 독일의 재통일 이후 재건축 과정에서 양쪽 승강장이 방향별 쌍섬식 승강장으로 개축되었다. 서부 승강장은 북부선과 슈체친선의 남쪽 방면 승강장, 동부 승강장은 북쪽 방면 승강장으로 사용된다. S반 선로 동쪽으로 장거리 열차선이 지나간다.
역 건설 당시의 대합실 건물과 계단부는 건축유산으로 지정되어 있다.

## 인접 정차역
베를린 노면전차 M13, 50번 노선과 환승할 수 있다.
| 베를린 S반                           | 베를린 S반 | 베를린 S반                              |
| ------------------------------------ | ---------- | --------------------------------------- |
| 볼랑크슈트라세 오라니엔부르크 방면   | S1         | 게준트브루넨 반제 방면                  |
| 팡코 베르나우 바이 베를린 방면       | S2         | 게준트브루넨 블랑켄펠데 방면            |
| 볼랑크슈트라세 헤니히스도르프 방면   | S25        | 게준트브루넨 텔토 슈타트 방면           |
| 팡코 블랑켄부르크 방면               | S26        | 게준트브루넨 텔토 슈타트 방면           |
| 팡코 비르켄베르더 방면               | S8         | 쇤하우저 알레 그뤼나우(빌다우) 방면     |
| 볼랑크슈트라세 바이트만슬루스트 방면 | S85        | 쇤하우저 알레 쇠네바이데(그뤼나우) 방면 |

## 참고 문헌
- Jürgen Meyer-Kronthaler, Wolfgang Kramer: Berlins S-Bahnhöfe – Ein dreiviertel Jahrhundert. be.bra verlag, Berlin 1998. ISBN 3-930863-25-1, S. 45–47.